# 劳恩堡
易北河畔劳恩堡（德語：Lauenburg/Elbe），通称劳恩堡（德語：Lauenburg，發音：[ˈlaʊənbʊʁk] ⓘ），是德国石勒苏益格-荷尔斯泰因州劳恩堡公国县的城市，面积9.56平方千米，2023年12月31日人口为11,999人。